# Коронавірусна хвороба 2019 у Литві
Спалах коронавірусної хвороби 2019 у Литві — це поширення пандемії коронавірусної хвороби 2019 на територію Литви. Перший випадок захворювання в країні зареєстрований 28 лютого 2020 року. 18 березня підтверджено перший випадок інфікування коронавірусом усеедині країни, хворим виявився один із членів родини першого інфікованого на території Литви. 19 березня зареєстровано захворювання серед громадян, які безпосередньо не контактували з першим хворим у країні, 20 березня зареєстровано першу смерть від коронавірусної хвороби в Литві.
Уряд Литви спочатку запровадив у країні карантин з 16 по 30 березня, проте пізніше кілька разів його продовжували, остаточно карантин завершився 16 червня. 17 червня карантин остаточно знято на всій території країни.
17 вересня останній муніципалітет, де не було випадків коронавірусу, Бірштонас, підтвердив свій перший випадок хвороби. Відтоді в усіх 60 муніципалітетах відтоді зареєстрували принаймні один підтверджений випадок зараження.
Вакцинація проти COVID-19 розпочалася 27 грудня 2020 року, як і в інших країнах Європейського Союзу. Першими вакцину отримали медичні працівники, які працюють з хворими COVID-19, потім особи похилого віку, та інші старші вікові групи із хронічними хворобами.
22 травня 2021 року Литва вакцинувала третину свого населення. Станом на 1 липня 2022 року 72,59 % населення Литви отримали принаймні одну дозу вакцини, тоді як 69,77 % отримали принаймні дві дози, тоді як 34,74 % населення отримали бустерну дозу вакцини.
Станом на 23 березня 2022 року з початку пандемії в Литві щонайменше один раз було інфіковано більше 1 мільйона осіб.

## Хронологія

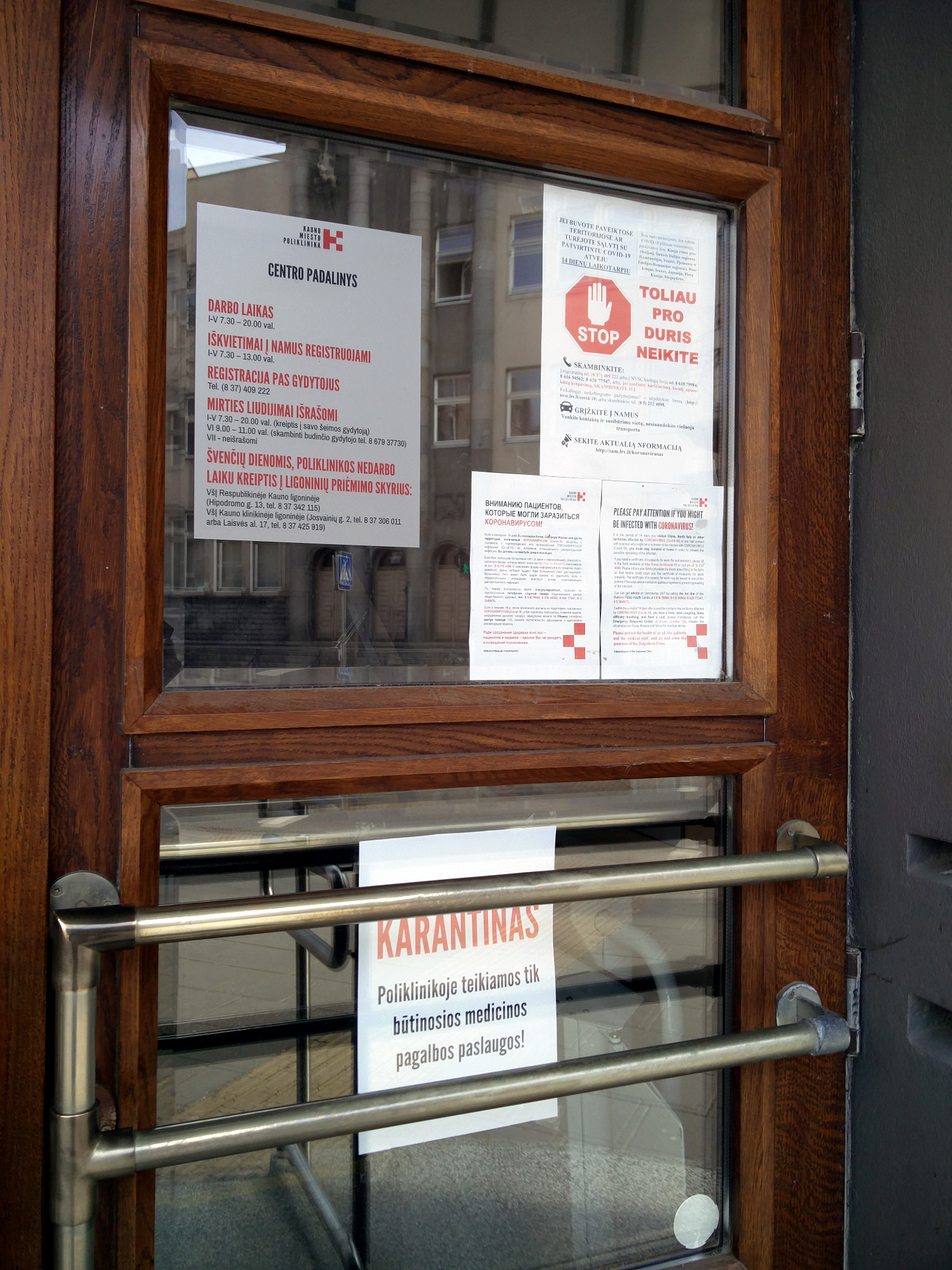
Попередження про карантин на вході до лікарні в Каунасі

### 2019—2020
Грудень 2019: У Вільнюському аеропорту проведено тренувальне заняття щодо дій при спалаху вірусної інфекції.
25 січня 2020 фахівці національного центру громадського здоров'я розпочали консультування осіб, які прямують до Китаю або прибули звідти, в усіх трьох міжнародних аеропортах Литви.

#### Лютий
26 лютого уряд Литви оголосив надзвичайний стан у країні як превентивний захід для протидії розповсюдженню коронавірусної хвороби в країні.
28 лютого підтвердився перший випадок коронавірусної хвороби в Литві. Першою хворою виявилась жінка, яка приїхала із Верони до Каунаса після відрядження. Хвору госпіталізували в лікарні в Шяуляї. Того ж дня Сейм Литовської Республіки скасував усі публічні заходи в своїх приміщеннях до 30 квітня.

#### Березень
10 березня виявлено два позитивних тести на коронавірус у Каунасі. Ними виявилось подружжя, яке перебувало на гірськолижному курорті Кортіна-д'Ампеццо в Італії в кінці лютого — на початку березня.
12 березня уряд Литви заборонив проведення масових заходів у закритих приміщеннях за участі більш ніж 100 осіб. Того ж дня видано розпорядження про закриття строком на 2 тижні всіх учбових закладів, у тому числі дитячі садки, державні школи й університети, із рекомендацією про переведення їх на онлайн-форми навчання.
13 березня підтверджено 3 нові випадки COVID-19: у громадянки Іспанії у Вільнюсі, у жінки в Клайпеді, яка прибула з Тенерифе, та в чоловіка в Каунасі, який прибув з північної Італії.
14 березня підтверджено 2 нові випадки коронавірусної хвороби в країні. Перший з них підтверджено в студента (який також працював баристою), який повернувся з Данії через Каунаський аеропорт 10 березня, звідки поїхав до Вільнюса автобусом, звідки відбув до Кретинги. Ще один чоловік, який повернувся з Італії, виявлений у Вільнюсі, після чого госпіталізований до університетської лікарні Вільнюса. Пізніше того ж дня повідомлено про перше одужання від коронавірусної хвороби в країні (39-річна жінка із Шяуляя). Ще один випадок підтверджений у Паневежисі у 31-річного чоловіка, який прибув з Нідерландів.
15 березня підтверджено три нових випадки інфікування в осіб, які повернулися з-за кордону: 25-річний чоловік з Ретаваса, який повернувся з Данії (він працював разом зі студентом, позитивний результат якого на коронавірус підтверджено 14 березня), та дві особи, чоловік і молода жінка, у Вільнюсі, які повернулися з Норвегії та Австрії.
16 березня повідомлено про ще два випадки коронавірусної хвороби в Литві. Обидва випадки зареєстровано у Вільнюсі, обидва повернулися з-за кордону — з Іспанії (через Барселону і Париж) та Німеччини. Пізніше цього дня підтверджено ще три випадки: одна особа в Тельшяї, яка повернулася з Домініканської Республіки 8 березня, та двоє осіб у Вільнюсі, які повернулися з Австрії.
16 березня в Литві введений карантин. Усі масові заходи, як в приміщенні, так і на відкритому повітрі, були заборонені; всі магазини та торгові центри, крім продуктових магазинів, аптек та ветеринарних аптек, були закриті; закриті всі ресторани та бари, окрім продажі їжі на винос; закриті кордони для в'їзду іноземних громадян незалежно від виду транспорту, за винятком спеціальних вантажних перевезень; зупинено міжнародне пасажирське сполучення. Карантин у країні оголошено до 30 березня. На період карантину Литовські залізниці також зупинили міжнародне пасажирське сполучення.
17 березня виявлення інфікування коронавірусом у 60-річного чоловіка, який повернувся до Паневежиса з ПАР (через аеропорт Стамбул). Стан його оцінений як важкий, цей хворий потребував штучної вентиляції легень, таким чином він став першим важким випадком коронавірусної хвороби в країні. Пізніше того ж дня було підтверджено ще 4 нові випадки: два випадки в Клайпеді — молодий чоловік, який повернувся з Данії, та молода жінка, що повернулася з Італії; та два випадки у Вільнюсі — два чоловіки, які повернулися з Чехії та Нідерландів. Увечері у Вільнюсі було підтверджено ще три випадки коронавірусної хвороби, нові хворі відвідували Бельгію (Брюссель), Швейцарію (Женеву), Францію (Мерибель), Велику Британію (Лондон) та Кубу.
18 березня у Вільнюсі підтверджено 4 нових випадки коронавірусної хвороби: молодий чоловік, який повернувся з Північної Македонії та Великої Британії, двоє чоловіків, які повернулися із Великої Британії, та чоловік, який приїхав з Об'єднаних Арабських Еміратів (через Нідерланди). Два випадки виявлені в Клайпедському районі, ними виявилось подружжя, яке повернулось з Австрії. Ще один випадок підтверджений у Шяуляї (хворий повернувся з Об'єднаного Королівства). Перший випадок інфікування всередині країни підтверджено в Каунасі, де жінка, яка повернулася із Великої Британії, заразила свого батька.
19 березня два нових випадки підтверджені в Клайпеді, хворі повернулися з Норвегії та Іспанії. Пізніше цього ж дня підтверджено 5 нових випадків, усі вони госпіталізовані у Вільнюсі. Три з цих випадків були особами, які повернулись з-за кордону — з Туреччини, Великої Британії та північної Італії. Один із нових хворих інфікувався від хворого члена сім'ї. Одним із нових хворих став лікарем з Укмерге, який тривалий час не виїжджав із країни, що дає змогу розцінювати цей випадок як імовірну передачу інфекції від хворого до лікаря. Також цього дня був посилений загальнодержавний карантин — громадянам заборонено збиратись у групи, що перевищують 5 осіб, у громадських місцях; на ігрових майданчиках одночасно можуть знаходитись діти лише з однієї родини; значно обмежено доступ до національних парків для запобігання скупчення людей.
20 березня підтверджено перший випадок коронавірусної хвороби в Йонавському районі. Того ж дня було зареєстровано перший випадок смерті від ускладнень COVID-19 в Укмерге — померла 83-річна жінка, причина її смерті встановлена після посмертного обстеження на коронавірусну хворобу. У двох лікарів з Ігналінського району також підтверджено коронавірусну хворобу. Вони повернулись на батьківщину з Домініканської Республіки через аеропорт Гельсінкі.
21 березня повідомлено про виявлення перших хворих у Расейняйському районі, Паланзі та Маріямполе.
22 березня кількість випадків коронавірусної хвороби в країні зросла до більш ніж 100 хворих. Перші хворі зареєстровані в Юрбаркському, Біржайському, Швянченіському, Радвілішкіському та Вілкавішкіському районах.
23 березня виявлено перших хворих в Алітусі та Йонішкіському районі.
24 березня перший випадок коронавірусної хвороби зареєстровано в Шилутському районі. Продовжено закриття прикордонних переходів на 20 днів до 12 квітня. Посилились карантинні заходи: усі люди на вулиці повинні закривати рот і ніс (масками або шарфами), дозволено знаходитись у громадських приміщеннях групами не більше двох осіб, члени сім'ї повинні робити покупки в магазинах поодинці. Також було доручено працівникам магазинів контролювати рух покупців у торгівельних закладах. Ухвалено рішення, що пасажири, які прибувають до Вільнюського аеропорту з-за кордону, повинні пройти встановлений карантин у готелі. Пізно ввечері 24 березня повідомлено про другу смерть від ускладнень COVID-19. Другою померлою в країні виявилась 90-річна жінка, яка інфікувалась коронавірусом під час лікування в лікарні в Укмерге, з якої її виписали 16 березня. 23 березня її госпіталізували до вільнюської університетської лікарні із вираженою гарячкою та слабістю. COVID-19 також виявлено у восьми солдатів багатонаціональної бойової групи батальйонів НАТО. 5 солдатів Збройних сил Нідерландів направили на лікування на батьківщину.
25 березня більшість автобусних перевізників країни скасували міжміські автобусні рейси в країні через низький попит на квитки. Третя смерть від коронавірусної хвороби зареєстрували в лікарні Укмерге. Четверту смерть від коронавірусної хвороби зареєстрували в Паневежисі. Позитивний результат обстеження на COVID-19 померлої підтверджено 17 березня. У цей день ухвалено рішення про продовження загальнонаціонального карантину до 13 квітня. Уряд Литви ухвалив рішення про створення комітету з надзвичайних ситуацій для контрою за виконанням рішень уряду щодо надзвичайного стану, який очолив особисто прем'єр-міністр Саулюс Скверняліс. Перші випадки коронавірусної хвороби зареєстровані в Плунгеському і Тракайському районах.
27 березня повідомили про смерть п'ятої хворої у Клайпеді, жінки 94 років із багатьма хронічними захворюваннями. Перших хворих виявили у Шакяйському, Тауразькому, Пренайському та Мажейкяйському районах.
28 березня повідомлено про шостий випадок смерті хворого коронавірусною хворобою в Укмерге, 75-річного чоловіка з низкою хронічних захворювань. Сьомий випадок смерті хворого зареєстровано в Клайпеді.
30 березня повідомлено, що станом на цей день у Литві госпіталізовано 116 хворих з коронавірусною хворобою, п'ять із яких перебувають у критичному стані. Встановлено нові обмеження на міждержавне транспортне сполучення, зокрема з 3 квітня заборонені спеціальні авіарейси. Мер Клайпеди повідомив, що у 6 хворих, яким раніше виставили діагноз коронавірусної хвороби, не спостерігається симптомів захворювання, таким чином кількість хворих, які одужали, в місті зросла до 7. Перший випадок коронавірусної хвороби зареєстровано в Анікщяйському районі.
31 березня кількість підтверджених випадків у країні збільшилась до 500. Перші випадки зареєстровані в Акмянському та Кельмеському районах. У другій половині дня повідомили про 8 випадок смерті хворого у Вільнюсі — 77-річного чоловіка. якого перевели у важкому стані з лікарні в Укмерге 29 березня.

#### Квітень
1 квітня уряд Литви заборонив вивезення медичного обладнання до країн, які не входять до Європейського Союзу.
2 квітня повідомлено, що в Литві коронавірусною хворобою хворіє 108 медиків. Після виявлення 4 випадків інфікувань медиків у клініці Шешкіне у Вільнюсі, яка є однією з найбільших у країні, лікарня закрилась на карантин. Цього ж дня зареєстровано дев'ятий випадок смерті від коронавірусної хвороби в країні — хворого із групи ризику в Укмерге.
3 квітня військова поліція і Союз стрільців Литви розпочали допомагати поліції в патрулюванні населених пунктів для забезпечення дотримання правил карантину.
4 квітня закриті усі пункти пропуску на кордоні з Білоруссю та Росією, відкритими залишились лише два пункти пропуску на кордоні з Латвією і Польщею лише для повернення громадян Литви на батьківщину та проїзду іноземців та інших осіб, які мають посвідку на проживання чи право на роботу в Литві. Десятий випадок смерті підтверджено у Клайпеді — 83-річної жінки, яка лікувалась у місцевій університетській лікарні. У Каунасі підтверджено 11-й випадок смерті хворого.
5 квітня у Шяуляї підтверджено смерть 12-го хворого — власника ресторану, 61 року, без діагностованих до цього хронічних захворювань. У Вільнюсі підтверджено тринадцяту смерть у країні, чоловіка похилого віку з Меркіне, який провів лише один день у лікарні.
6 квітня підтверджена 14-та смерть від коронавірусної хвороби в країні у Паневежисі. Одужання восьмого хворого зафіксовано в Клайпеді. У Маріямполе було підтверджено 15-й випадок смерті від коронавірусної хвороби в країні. Повітряний простір Литви закритий для комерційних пасажирських рейсів, які прямують як до Литви, так і з її території.
7 квітня Сейм Литовської Республіки затвердив регулювання цін на життєво необхідні товари та послуги.
8 квітня загальнонаціональний карантин продовжено до 27 квітня.
9 квітня у Клайпеді підтверджено 16-ту смерть від коронавірусної хвороби в країні — 98-річного вченого-географа та колишнього викладача Литовського університету педагогічних наук.
10 квітня у Шяуляї підтверджено 17-ту смерть від коронавірусної хвороби в країні. Під час офіційної пресконференції міністра охорони здоров'я країни він повідомив про ще 5 випадків смерті та 33 випадки одужання від коронавірусної хвороби в Литві. У країні встановлено обов'язкове носіння захисник масок у громадських місцях. З 10 до 13 квітня під час Великодніх свят встановлюється обмеження на в'їзд та виїзд із населених пунктів громадян, які не проживають у них.
11 квітня кількість зареєстрованих випадків у країні перевищила 1000.
14 квітня національний центр охорони здоров'я повідомив, що 73 % всіх випадків коронавірусної хвороби в країні спричинені внутрішнім інфікуванням, по всій країні є 40 точок активної передачі вірусу. Серед усіх хворих коронавірусною хворобою у країні 62—64 % хворих у віці старших 61 року.
15 квітня місто Неменчин закрито на карантин з 16 до 24 квітня через спалах коронавірусної хвороби на місцевій швейній фабриці. За словами прем'єр-міністра країни Саулюса Скверняліса, в'їзд до міста буде дозволятися лише тим особам, які живуть або працюють у Неменчині. Виїзд з міста буде дозволятися лише тим особам, які працюють в іншому місті, або особам, яким необхідно виїхати до іншого міста на лікування. Постачання товарів до міста буде продовжуватися у звичайному режимі. Того ж дня уряд країни опублікував чотирьохетапний план виходу з карантину. Перший етап розпочався вже 15 квітня, і на ньому дозволено частині приватних підприємств поновити свою роботу, у тому числі роздрібну торгівлю непродовольчими товарами та частині підприємств сфери послуг. Для отримання дозволу на торгівлю магазини повинні мати прямий вхід з вулиці, обмежувати прямий контакт між людьми до 20 хвилин, обслуговувати одночасно лише одного покупця, а також забезпечувати щільність покупців у приміщенні не більше 1 покупця на 10 квадратних метрів.
18 квітня в Литві виявлено рекордну кількість нових випадків за добу — 90 нових хворих. Місто Неменчин продовжувало залишатися одним із найбільших вогнищ інфекції в країні, у ньому зареєстровано 52 нових випадки хвороби серед працівників місцевої швейної фабрики. Повідомлено про спалах інфекції в хоспісі в Клайпеді, де захворіло 30 осіб.
22 квітня загальнонаціональний карантин продовжено до 11 травня, та розпочався другий етап чотирьохетапного виходу з карантину. 23 квітня дозволена робота усіх підприємств роздрібної торгівлі. включно з тими, які розміщені в торгових центрах.
27 квітня відповідно до третього етапу виходу з карантину дозволено відкрити перукарні, манікюрні салони, музеї, бібліотеки, майданчики для гри в гольф і теніс, парки, майданчики для вейкбордингу, кафе на відкритому повітрі, ресторани та бари. Дозволяється відкривати громадські заклади на свіжому повітрі, зокрема оглядові стежки, парки, зоопарки, ботанічні сади на відкритому повітрі та обсерваційні вежі. Дозволяється складання іспитів з водіння автомобіля та керування літаком. Усім вищевказаним закладам рекомендовано дотримуватися раніше визначених принципів обслуговування клієнтів — забезпечення площі 10 квадратних метрів на одного клієнта, або обслуговування не більш ніж одного клієнта одночасно.
29 квітня стався спалах коронавірусної хвороби в закладі та лікарні для престарілих в невеликому місті Картена. У ньому зареєстровано понад 20 хворих, і заклад довелось ізолювати. Розпочався третій етап виходу з карантину. З 30 квітня відновлюється частина авіарейсів, відкриваються непродовольчі ринки, дозволяється проводити всі заходи поза межами населених пунктів, відновлюються планові медичні послуги, дозволено проведення індивідуальних занять спортом у приміщенні та на вулиці. Скасовано обов'язкове носіння масок в громадських місцях поза межами населених пунктів, якщо в радіусі 20 метрів немає інших людей.

#### Травень
4 травня зняті обмеження на виїзд громадян Литви за кордон, громадянам дозволяється виїхати за кордон за умови, якщо вони зможуть довести, що їх поїздка не вплине на епідеміологічну ситуацію в країні.
6 травня загальнонаціональний карантин подовжено до 31 травня, та розпочато четвертий етап виходу з карантинних обмежень.
11 травня дозволено проведення уроків кермування автомобілем, а також здачу іспитів з іноземних мов тим студентам, які потребують сертифікату володіння іноземною мовою. З 18 травня відкриваються дитячі садки та інші дошкільні заклади, а також заклади, які надають косметичні та стоматологічні послуги. Дозволено відкрити приватні тренажерні зали та тренування професійних спортсменів у приміщенні. Відвідування хворих у лікарні дозволяється після дозволу лікуючого лікаря, дозволена також присутність партнера при пологах. Дозволяється проведення заходів на свіжому повітрі за участю до 30 осіб, якщо організатори зможуть забезпечити відстань 2 метри між людьми та 10 квадратних метрів місця на кожного учасника. Відкрито кордон з Польщею для пасажирських перевезень, і громадяни Польщі з цього дня можуть безперешкодно приїжджати до Литви. Виявлено спалах коронавірусної хвороби (5 хворих) у Вільнюській міській клінічній лікарні. У Клайпеді виявлено один завезений випадок хвороби у 11-річної дитини, яка прибула з Москви транзитом через Вільнюський аеропорт на приватному літаку.
13 травня Lufthansa відновила регулярне авіасполучення між аеропортом Вільнюса і Франкфуртом-на-Майні, та стала першою авіакомпанією, яка відновила польоти з Вільнюського аеропорту після закриття повітряного простору, яке тривало два місяці. У цей день уряд Литви детально описав про подальші кроки з виходу з карантину, які будуть вводитися поступово протягом наступних кількох тижнів, які включають дозвіл роботи кафе у закритих приміщеннях, а також зняття обов'язкової вимоги на носіння захисних масок.
14 травня носіння масок на відкритому повітрі у громадських місцях стало необов'язковим, хоча й рекомендованим заходом. Носіння масок і далі є обов'язковим на ринках та інших закладах торгівлі, під час змагань, поїздках у громадському транспорті, а також на зупинках громадського транспорту та залізничних станціях. Допускається зібрання групами до 5 осіб.
15 травня громадяни Естонії та Латвії можуть в'їхати на територію Литви за умови, якщо вони не покидали територію прибалтійських країн протягом останніх 14 днів. Також дозволено в'їзд до Литви громадянам Польщі.
18 травня дозволено відкрити торгівельні, розважальні заклади та заклади громадського харчування у приміщенні, включно з ресторанами, кафе, барами, нічними клубами, казино та розважальними центрами, за умови, що вони будуть дотримуватися раніше визначених інструкцій. Дозволені масові заходи на відкритому повітрі за участю до 30 осіб. Дозволяється проведення планових курсів лікування. дозволено спортивні заняття в приміщенні.
25 травня дозволяється відновлення навчання в початкових класах шкіл у приміщенні. Вищі та професійні учбові заклади можуть відновити заняття, які не можна проводити дистанційно.
27 травня уряд країни продовжив карантин до 16 червня, та представив подальший план виходу з карантину. який передбачає можливість проведення масових заходів з деякими обмеженнями, збільшення дозволеної кількості осіб для проведення громадських заходів, та відкриття кордону з Латвією.
30 травня дозволено проводити змагання у професійному спорті без глядачів. Дозволено також відкрити бальнеологічні курорти. Дозволено проведення громадських заходів за участю до 30 осіб як на відкритому повітрі, так і в приміщенні, всі раніше скасовані публічні заходи за участю до 30 осіб знову дозволено проводити.

#### Червень-серпеь 2020 року
1 червня дозволено масові заходи на відкритому повітрі за участю до 300 осіб та в закритому приміщенні до 100 осіб з деякими обмеженнями щодо відстані між людьми. Знято обмеження на кількість людей, які пересуваються у групі, дозволені усі спортивні змагання на відкритому повітрі. Відкриті усі прикордонні переходи на кордоні з Латвією.
10 червня уряд країни вирішив скасувати загальнонаціональний карантин з 17 червня. Того дня після 93 днів карантинних обмежень загальнонаціональний карантин був скасований.
15 липня виявлено 21 випадок коронавірусної хвороби, що стало найбільшим приростом нових випадків з 10 травня, що пов'язана зі спалахом хвороби серед працівників транспортної фірми — емігрантів з Узбекистану.
17 липня іноземні громадяни, які прибувають в країну не з країн-членів Європейської економічної зони, повинні перебувати на самоізоляції протягом 2 тижнів.
24 липня зареєстровано 26 нових випадків коронавірусної хвороби в країні, що стало найбільшим показником з квітня, у зв'язку зі спалахами хвороби під час багатолюдних сімейних святкувань, а також у транспортній компанії в Каунасі.
29 липня уряд країни вирішив поновити вимогу знаходитись у захисних масках у магазинах та громадському транспорті з 1 серпня.
16 серпня у Пакруоїському районі виявлено перший випадок коронавірусної хвороби, Бірштонас залишився єдиним муніципалітетом у Литві, де не було підтверджених випадків хвороби.
17 серпня уряд Литви скасував заборону на в'їзд для громадян ЄС і ЄЕЗ, а також резидентів, які подорожують з країн, які найбільше постраждали від коронавірусу. Натомість перед вильотом вони повинні будуть пройти тест на коронавірус. Прибулим з-за меж ЄС/ЄЕЗ все одно доведеться звертатися за дозволом на прибуття. Вимога про реєстрацію всіх прибулих залишається в силі.
18 серпня: підтверджено 38 нових випадків хвороби, що стало найбільшою кількістю за день з 19 квітня.
21 серпня: запроваджено обов'язковий масковий режим на всіх заходах – як у приміщенні, так і на вулиці, а також у кафе, ресторанах, барах та інших місцях громадського харчування. У Прієнаї зареєстровано першу смерть від коронавірусу.
23 серпня: підтверджено 41 новий випадок хвороби, найбільше одноденне зростання з 19 квітня.
28 серпня: підтверджено 48 нових випадків хвороби, найбільше одноденне зростання з 19 квітня.

#### Вересень—жовтень 2020 року
9 вересня: підтверджено 1054 активних випадків хвороби, найбільша кількість активних випадків з початку пандемії в Литві.
17 вересня: Бірштонас став останнім муніципалітетом у Литві, де підтверджено принаймні один випадок хвороби.
19 вересня: підтверджено 99 нових випадків, найбільша кількість за один день з початку пандемії. Муніципалітет Вільнюса став першим муніципалітетом, який перевищив 1000 підтверджених випадків. У Каунаському районі зареєстровано першу смерть.
2 жовтня: підтверджено рекордну кількість у 172 нових випадків.
3 жовтня: у Висагінасі зареєстровано першу смерть.
6 жовтня: у Кельме та Акмяне зафіксовано перші смерті.
7 жовтня: підтверджено 100-ту смерть. У Радвілішкісі зареєстровано першу смерть.
9 жовтня: в Расейняйському районі запроваджено регіональний локдаун. Станом на 7 жовтня в муніципалітеті було 423 підтверджених випадки та 5 смертей, а рівень зараження становив 1100 випадків на 100 тисяч жителів. Запобіжні заходи передбачали обмеження часу роботи магазинів і кафе та заборону масових заходів. Бари та ресторани повинні закриватися після опівночі, а магазини повинні стежити, щоб на кожного клієнта було не менше 10 квадратних метрів площі. Рекомендацію утриматися від поїздок до Расейняя також дотримувалася автоінспеція. За даними Національного центру громадського здоров'я, у Расейняйському районі зафіксовано 19 кластерів інфекції. Очікувалося, що локдаун триватиме до 21 жовтня.
10 жовтня: підтверджено рекордну кількість 205 нових випадків хвороби.
14 жовтня: в Юрбаркасі зареєстровано першу смерть.
15 жовтня: підтверджено рекордну кількість у 255 нових випадків хвороби.
16 жовтня: підтверджено рекордну кількість 281 нових випадків.
18 жовтня: муніципалітет Вільнюса встановив нові правила безпеки для закладів харчування та розважальних закладів у Вільнюсі: маски для обличчя є обов'язковими як у приміщенні, так і на вулиці, за винятком випадків, коли їдять, п'ють або курять; необхідне дотримання фізичної дистанції. Власникам закладів рекомендовано вимірювати температуру клієнтів і реєструвати всіх відвідувачів, а також просили завантажувати фотографії дотримання інструкції в соціальних мережах, використовуючи спеціальний хештег.
20 жовтня: у Таураге зареєстровано першу смерть.
21 жовтня: підтверджено рекордну кількість 311 нових випадків. Починаючи з 26 жовтня муніципалітети Литви потрапили в одну з трьох «зон ризику». Муніципалітети, які перебувають у «червоній зоні», повинні будуть запровадити муніципальні локдауни — обмежити інтенсивність громадського транспорту, громадські зібрання до 5 осіб, кількість клієнтів у торгових приміщеннях, зробити маски обов'язковими як усередині, так і на відкритому повітрі, урядові та муніципальні установи матимуть працювати дистанційно або частково-дистанційно, заборонити відвідування пацієнтів у лікарнях, обмежити релігійні ритуальні зібрання. Муніципалітети «жовтої зони» повинні дотримуватися застережних заходів, але обмеження не діють, тоді як муніципалітети «зеленої зони» не мають обмежень. У Плунге зареєстровано першу смерть.
22 жовтня: підтверджено рекордну кількість 424 нових випадків. У Шилуте зареєстровано першу смерть. 
23 жовтня: підтверджено рекордну кількість 442 нових випадків.
24 жовтня: підтверджено рекордну кількість 474 нових випадків.
25 жовтня: підтверджено рекордну кількість 603 нових випадків. Загальна кількість випадків хвороби перевищила 10 тисяч.
26 жовтня: підтверджено рекордну кількість 766 нових випадків. У муніципалітетах Електренай, Йонішкіс, Юрбаркас, Кельме, Клайпедському районі, Кретінзі, Маріямполе, Пасвалісі, Плунге, Скуодасі, Шяуляйському районі і Швенчонісі запроваджено локдаун, який триватиме до 9 листопада. У Вільнюсі, Каунасі, Клайпеді і ще п'яти самоуправліннях було посилено карантин. Уряд Литви опублікував новий набір обмежень і правил для боротьби з коронавірусом. Місця розваг, дозвілля, заклади громадського харчування та інші громадські заклади повинні будуть реєструвати всіх клієнтів, а робочий час буде обмежено з 7:00 до 12:00. Доставка та винос не підлягатимуть правилам робочого часу, або якщо необхідна нічна зміна працівників на підприємствах.
28 жовтня підтверджено рекордну кількість 776 нових випадків. На два тижні було скасовано всі масові заходи та зібрання за виключенням похоронів, спортивних заходів без глядачів, культурних заходів у закритому просторі
29 жовтня: підтверджено рекордну кількість 950 нових випадків і 7 смертей.
31 жовтня: підтверджено рекордну кількість 1001 нових випадків і 8 смертей.

#### Листопад-грудень 2020 року
4 листопада в Литві повторно запровадили національний карантин терміном на три тижні, у громадських місцях дозволили збиратися до 5 осіб із дистанцією у 2 метри й уникати фізичного контакту, обмеження кількості відвідувачів на весіллях і похоронах, закриття ресторанів і кафе, за винятком послуг, що пропонуються на винос, закриття спортивних залів, басейнів, спа-центрів, музеїв, кінотеатрів і театрів, дозвіл на проведення спортивних заходів без глядачів, обмеження кількості виїзних занять для загальноосвітніх шкіл, призупинення нетермінового лікування, обмеження кількості пасажирів у громадському транспорті, наявність маски обов'язкова в усіх громадських місцях, і заборонено відвідування лікарень. Локдаун набуде чинності 7 листопада і триватиме до 29 листопада.
6 листопада: підтверджено рекордну кількість 1656 нових випадків хвороби.
7 листопада: підтверджено рекордну кількість 1972 нових випадків, найбільше збільшення за один день з початку пандемії, підтверджено ще 11 смертей.
8 листопада: підтверджено рекордну кількість 1980 нових випадків, що є найбільшим збільшенням за один день з початку пандемії.
11 листопада: підтверджено 14 смертей.
13 листопада: підтверджено рекордну кількість 2066 нових випадків, що є найбільшим збільшенням за один день з початку пандемії.
18 листопада: підтверджено 1963 нових випадки, померло ще 24 хворих.
20 листопада: підтверджено рекордну кількість 2265 нових випадків, що є найбільшим збільшенням за один день з початку пандемії.
25 листопада: уряд Литви вирішив продовжити загальнонаціональний карантин до півночі 17 грудня. Уряд також вирішив, що з 10 грудня музеї та галереї можуть відновити роботу за умови дотримання чинних правил карантину – дотримання двометрової дистанції між відвідувачами, та обмеження потоку людей до 10 м² на людину. Люди також зможуть відвідувати заклади культури в групах не більше 2 або більше, якщо з однієї сім'ї.
27 листопада: підтверджено рекордну кількість 2339 нових випадків, що є найбільшим збільшенням за один день з початку пандемії.
3 грудня: підтверджено рекордну кількість 2445 нових випадків, що є найбільшим збільшенням за один день з початку пандемії.
4 грудня: підтверджено рекордну кількість 2514 нових випадків, що є найбільшим збільшенням за один день з початку пандемії.
5 грудня: підтверджено рекордну кількість 2848 нових випадків, що є найбільшим збільшенням за один день з початку пандемії.
9 грудня: підтверджено рекордну кількість 3128 нових випадків, що є найбільшим збільшенням за один день з початку пандемії.
10 грудня: підтверджено рекордну кількість 3330 нових випадків, що є найбільшим збільшенням за один день з початку пандемії.
16 грудня: підтверджено рекордну кількість 3418 нових випадків, що є найбільшим збільшенням за один день з початку пандемії. Підтверджено ще 44 смерті, що є найбільшою кількістю померлих з початку пандемії. Введено додаткові обмеження, зокрема:
- Забороняються контакти між кількома домогосподарствами. Також заборонені заходи, в яких бере участь більше ніж одна сім'я.
- Не життєво необхідні поїздки в межах муніципалітету заборонені. Людям дозволено виходити з дому, щоб піти за покупками, на роботу, на похорони або звернутися за медичною допомогою, за винятком студентів, яким потрібно їхати за справами навчання, наприклад, на стажування чи іспити.
- Усі непродовольчі магазини мають закрити або перевести торгівлю в онлайн.
- Послуги, які передбачають фізичний контакт протягом більше 15 хвилин, заборонені, включно з перукарнями та іншими косметичними послугами, за винятком психотерапевтичних, емоційних та інших послуг у сфері охорони здоров'я, а також професійних юридичних і фінансових послуг, які неможливо надати віддалено.
- Всі учбові заклади повинні будуть перейти в онлайн, крім дітей з особливими потребами та учнів, чиї батьки не можуть працювати вдома. Однак точна процедура не уточнюється. Водночас дозволять працювати дитячим садкам. З 4 січня навчання в початковій школі буде переведено в режим онлайн, оскільки на той час у дітей були канікули.

17 грудня: загальна кількість підтверджених випадків перевищила 100 тисяч.
23 грудня: підтверджено рекордну кількість 3737 нових випадків, що є найбільшим збільшенням за один день з початку пандемії.
28 грудня в країні почалася кампанія глобальної вакцинації від COVID-19 вакциною виробництва BioNTech/Pfizer.
29 грудня: підтверджено рекордну кількість 78 нових смертей.
30 грудня: підтверджено рекордну кількість 3934 нових випадків, що є найбільшим збільшенням за один день з початку пандемії.

### 2021
1 січня: підтверджено 42 нові смерті, а також ще 89 смертей за попередні дні, які не увійшли до статистики.
4 січня: Уряд Литви підтвердив відставання в 293 смерті, які раніше не були враховані статистикою. Таким чином, поточна кількість підтверджених смертей становила 1950.
13 січня влада Литви призупинила вакцинацію вакциною Pfizer через порушення норми температурного режиму при транспортуванні. Наприкінці січня Комісія з екстремальних ситуацій запропонувала продовжити карантин до початку березня.
1 лютого в Литві було виявлено «британський» штам коронавірусу.
15 лютого: відбулося часткове зняття карантину: невеликим магазинам і салонам краси дозволено відновити роботу.
25 лютого: продовжено часткове скасування карантину: більше не потрібно носити маски на вулиці, а також дозволені поїздки між містами та сусідніми муніципалітетами.
6 березня Литва почала пом'якшення карантину, було дозволено зустрічі більше двох осіб на вулиці.
16 березня: часткове скасування карантину: тепер дозволено їздити між більшістю муніципалітетів (54 з 70) з найменшою кількістю випадків на душу населення.
23 березня: підтверджено 855 нових випадків, найбільше одноденне зростання з 28 січня 2021 року.
17 червня у Литві було виявлено перший випадок Delta-варіанту коронавірусу у людини, що прибула з Індії. 21 червня Литва скасувала обов'язкову самоізоляцію для туристів та спростила правила в'їзду.
23 червня: вперше за 9 місяців не було зареєстровано жодної смерті від COVID-19.
З 1 липня в Литві скасовано карантин, при цьому в закладах торгівлі залишались вимоги щодо кількості відвідувачів. 19 липня влада країни дозволила туристам з України в'їдз без тестів та самоізоляції. 21 липня у Вільнюсі було запущено автобуси, в яких всі охочі могли отримати щеплення.
4 серпня Литва передала Україні 54 тис. доз вакцин AstraZeneca як гуманітарну допомогу. 5 серпня було оголошено, що нещеплених людей мають позбавляти лікарняних. Вночі 11 серпня біля Парламенту країни протести антивакцинаторів вийшли з-під контролю, для приборкання протестувальників поліція використала сльозогінний газ.
Станом на початок вересня, у країні було вакциновано 70% дорослого населення.

## Тестування
17 березня 2020 року у Вільнюсі створено три мобільні лабораторії для обстеження на коронавірус, одна мобільна лабораторія створена в Каунасі. Інші повіти також запропонували створити такі мобільні лабораторії, по одній у кожному повіті.
18 березня розпочалось проведення обстежень на коронавірусну хворобу в лабораторіях центральних міських лікарень Вільнюса, Каунаса, Клайпеди та Шяуляя.
20 березня у Клайпеді створено мобільну лабораторію для обстеження на коронавірус.
22 березня у зв'язку з нестачею діагностичних панелей тимчасово припинили роботу мобільні лабораторії у Каунасі та Клайпеді. До ночі засобами ВПС Литви доставлено додаткові панелі, й мобільні лабораторії відновили роботу наступного дня.
24 березня мобільні лабораторії для обстеження на коронавірус відкриті в Шяуляї, Алітусі, Маріямполе та Тельшяї.
25—26 березня відкриті мобільні лабораторії для обстеження на коронавірус у Паневежисі, Таураге та Утені. У країні заплановано відкрити ще дві мобільні лабораторії для тестування на коронавірус. Міністерство охорони здоров'я країни доручило місцевим органам влади створити у кожному районі відділення з лікування гарячкових хворих для дообстеження хворих з гарячкою, у яких підозрюється інфікування коронавірусом.
6 серпня почалося вибіркове тестування населення в найбільших містах, а також у кількох найбільш заражених муніципалітетах.

## Зони ризику

Карта зон ризику в Литві станом на 30 жовтня до оголошення загальнонаціонального карантину 4 листопада.

З 21 жовтня кожен із 60 муніципалітетів Литви відносився до однієї з 3 зон ризику на основі статистичних критеріїв:
- Зелені зони – це муніципалітети з низьким ризиком зараження коронавірусом, де рівень інфікування становив менше 25 випадків на 100 тисяч жителів за останні 14 днів, а позитивні тести складають менше 4 % усіх тестів. Ці муніципалітети не мають жодних додаткових обмежень.
- Жовті зони – це муніципалітети з помірним ризиком зараження коронавірусом, де або 1) рівень інфікування становить менше 50 випадків на 100 тисяч жителів за останні 14 днів, а позитивні тести складають 4 або більше відсотків усіх тестів, або 2) де рівень Від 25 до 150 випадків на 100 тисяч жителів за останні 14 днів, а позитивні тести становлять менше 4 відсотків усіх тестів. Ці муніципалітети заохочуватимуть підготуватися до можливого поширення вірусу, і уряд може ввести додаткові обмеження на індивідуальній основі.
- Червоні зони — муніципалітети з високим ризиком зараження коронавірусом, де або 1) рівень інфікування становить понад 50 випадків на 100 тисяч жителів за останні 14 днів, а позитивні тести складають 4 або більше відсотків усіх тестів, а також є випадки, не пов'язані з відомими гарячими точками та спалахами, які становлять понад 30 % усіх підтверджених випадків на тиждень або, 2) де показник становить понад 150 випадків на 100 тисяч жителів за останні 14 днів, а непов'язані випадки становлять 30 або більше відсотків усіх випадків. У будь-якому випадку муніципалітет мав би підтверджувати принаймні 10 випадків на тиждень. Можна вважати, що ці муніципалітети введені в режим карантину, що включає зниження пропускної здатності громадського транспорту, обмеження на громадські зібрання, обов'язкові маски в громадських місцях і в приміщеннях, обмеження кількості відвідувачів роздрібних магазинів і розважальних закладів, заборону на відвідування лікарень і соціальних служб.

Через зростання кількості нових випадків 4 листопада 2020 року уряд Литви вирішив ввести в країні загальнонаціональний карантин, який передбачає суворіші правила, ніж правила червоної зони. Було встановлено, що цей карантин триватиме до 29 листопада, але пізніше його подовжили додатковими обмеженнями до 1 лютого 2021 року, а система зон ризику мала діяти лише після скасування загальнонаціональних обмежень.